# Gunnar Rydberg
Gunnar Rydberg (ur. 9 sierpnia 1900 w Göteborgu, zm. 5 marca 1985) – szwedzki piłkarz występujący na pozycji napastnika, reprezentant Szwecji w latach 1924-1933, trener piłkarski.

## Kariera klubowa
Grę w piłkę nożną rozpoczął w 1921 roku IFK Göteborg, gdzie nadano mu przydomek boiskowy „Lillen”. W sezonie 1934/35 wywalczył z tym klubem mistrzostwo Szwecji. Ogółem w latach 1921–1936 w barwach IFK rozegrał on 254 ligowe spotkania w których strzelił 147 goli. Szacuje się, iż we wszystkich rozgrywkach zaliczył on 457 meczów i zdobył 307 bramek, co czyni go jednym z najskuteczniejszych piłkarzy w historii klubu.
W 1936 roku Rydberg występował w Halmstads BK, dla którego na poziomie Division 2 rozegrał 9 spotkań i zdobył 4 gole. W tym samym roku zakończył karierę zawodniczą.

## Kariera reprezentacyjna
31 sierpnia 1924 zadebiutował w reprezentacji Szwecji prowadzonej przez Józsefa Nagy'a w wygranym 4:1 towarzyskim meczu z Niemcami w Berlinie, w którym zdobył bramkę. W każdym ze swoich 5 pierwszych występów notował co najmniej jednego gola. Ogółem w latach 1924-1933 rozegrał w drużynie narodowej 11 spotkań w których strzelił 6 bramek.

## Kariera trenerska
W latach 1948–1949 pracował na stanowisku trenera IFK Göteborg.

## Życie prywatne
Brat Andersa Rydberga.

## Sukcesy
IFK Göteborg
- mistrzostwo Szwecji: 1934/35